# Calitys
Calitys är ett släkte av skalbaggar som beskrevs av Thomson 1859. Calitys ingår i familjen flatbaggar.
Släktet innehåller bara arten Calitys scabra.